# Wasserturm Putbus

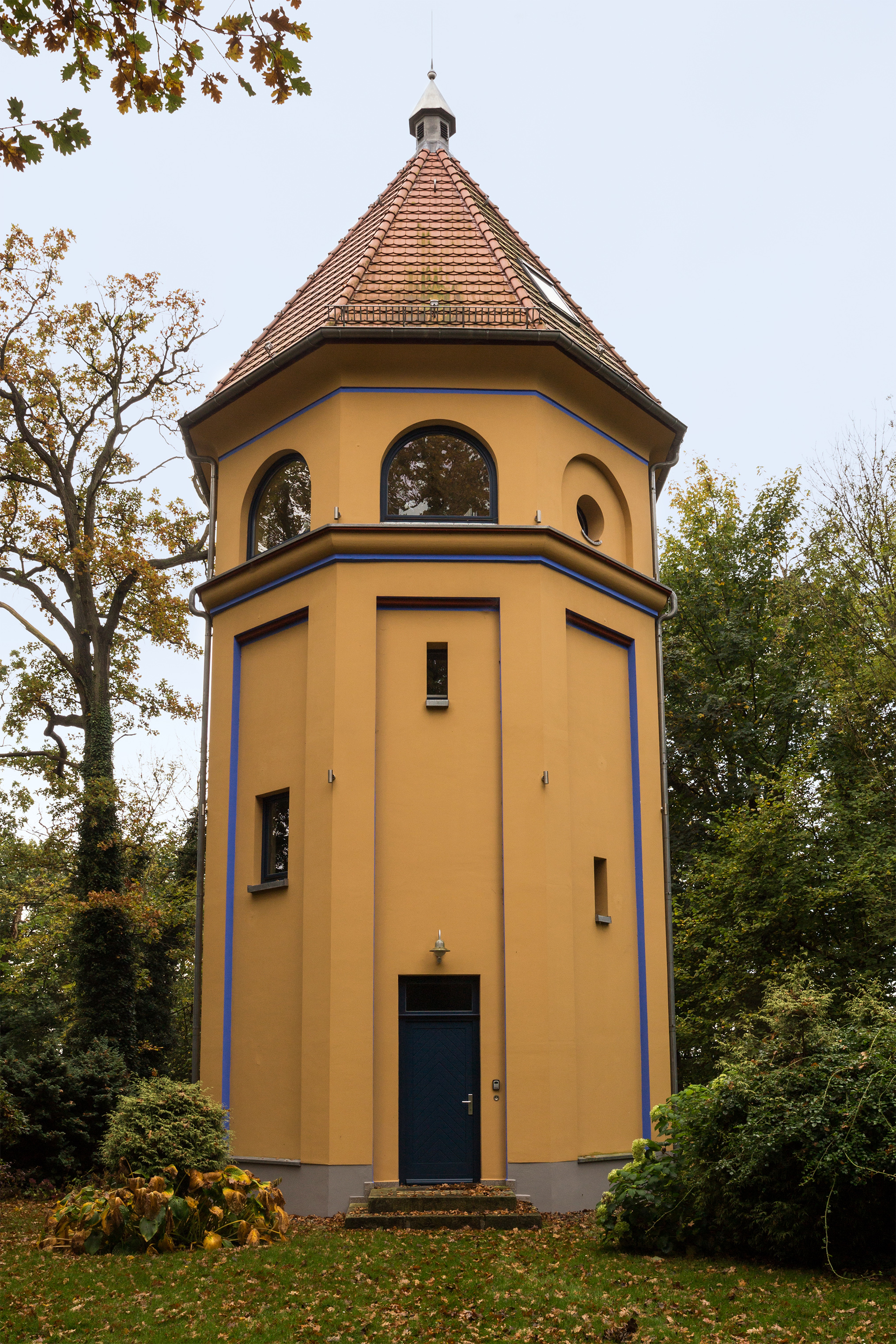

Der ehemalige Wasserturm Putbus in Putbus, Circus 12b / Marienstraße 3, (Rügen, Mecklenburg-Vorpommern) stammt von 1927. Hier befindet sich heute eine Ferienwohnung. Das Gebäude steht unter Denkmalschutz.

## Geschichte
Der viergeschossige, achteckige, verputzte, 17 Meter hohe Turm mit einem Zeltdach mit Laterne und einem Durchmesser von sechs Metern wurde 1926/27 nach Plänen der Franke Werke AG aus Bremen im Rahmen einer neuen zentralen Wasserversorgung gebaut und bis Anfang der 1970er Jahre betrieben. Zwischen 2010 und 2015 wurde im Zuge eines Umbaus im oberen Obergeschoss eine Ferienwohnung eingebaut.